# هری کانیک جونیور
جوزف هری فاولر کانیک جونیور (به انگلیسی: Joseph Harry Fowler Connick Jr.) (زاده ۱۱ سپتامبر ۱۹۶۷ میلادی) خواننده و بازیگر آمریکایی است او در فیلم‌های تازه‌وارد در شهر، پرش سگ من، میمون‌صفت، امید شناور، پسر خودسر، ممفیس بل و پی‌نوشت: دوستت دارم بازی کرده‌است.